# Condado de Torrellano
El condado de Torrellano es un título nobiliario español creado el 30 de mayo de 1716 por el Archiduque pretendiente Carlos de Austria, con real decreto del 11 de mayo de 1728 de Felipe V), a favor de Juan Baillo de Llanos y Ferrer, camarero de Carlos de Austria.
Su denominación hace referencia a la localidad de Torrellano, pedanía de la ciudad de Elche, provincia de Alicante, aunque en este caso, inicialmente, fue el condado el que realmente acabó dando su nombre a la localidad.

## Condes de Torrellano

Escudo de la localidad de Torrellano

|                                                           | Titular                                                    | Periodo                                                   |
| Creación por el Archiduque pretendiente Carlos de Austria | Creación por el Archiduque pretendiente Carlos de Austria  | Creación por el Archiduque pretendiente Carlos de Austria |
| --------------------------------------------------------- | ---------------------------------------------------------- | --------------------------------------------------------- |
| I                                                         | Juan Baillo de Llanos y Ferrer                             | 1716-¿?                                                   |
| II                                                        | Rafael Canicia de Franchi y Baillo de Llanos               | ¿?-1831                                                   |
| III                                                       | María del Rosario Canicia di Franchi y Pasqual de Riquelme | 1831-1833                                                 |
| IV                                                        | José María de Rojas y Canicia di Franchi                   | 1833-1888                                                 |
| V                                                         | José de Rojas y Galiano                                    | 1883-1908                                                 |
| VI                                                        | Carlos de Rojas y Moreno                                   | 1909-1936                                                 |
| VII                                                       | María Teresa de Rojas Roca de Togores                      | 1951-1994                                                 |
| VIII                                                      | María Leticia de Borbón y de Rojas                         | 1994-actual titular                                       |

## Historia de los condes de Torrellano
- Juan Baillo de Llanos y Ferrer, I conde de Torrellano, hijo de Carlos Baillo de Llanos y Baillo de Llanos y de María Ferrer Padrón y Oñate.

Le sucedió:
- Rafael Canicia de Franchi y Baillo de Llanos (1769-1831), II conde de Torrellano, VI marqués del Bosch de Arés[2] y XXI señor de Hostalejo (último señor efectivo).

Casó, el 24 de noviembre de 1790, con Catalina Pascual de Riquelme y Vergara, de los marqueses de Beniel y marqueses de Peñacerrada. Le sucedió su hija:
- María del Rosario Canicia de Franchi y Pascual de Riquelme (1800-1833), III condesa de Torrellano.

Casó con José Miguel de Rojas y Pérez de Sarrio (Alicante, 27 de junio de 1786-Alicante, 23 de junio de 1833), III conde de Casa Rojas, mayordomo de Semana de Fernando VII, teniente coronel de ingenieros de la Armada, Maestrante de Sevilla y Gran Cruz de San Fernando. Fue notable miniaturista, pintor de afición y académico de honor de la Real Academia de Bellas Artes de San Fernando: Sucedió su hijo:
- José de Rojas y Canicia de Franchi (Madrid, 25 de marzo de 1819[4]-14 de diciembre de 1888), IV conde de Torrellano,[5] VII marqués del Bosch de Arés, grande de España,[2] IV conde de Casa Rojas,[4] y senador vitalicio.[4]

Casó, el 4 de octubre de 1841, con María del Rosario Galiano y Enríquez de Navarra (m. 1895). Le sucedió su hijo:
- José María de Rojas y Galiano (Alicante, 25 de octubre de 1850-11 de julio de 1908), V conde de Torrellano, VIII marqués del Bosch de Arés, grande de España,[2] V conde de Casa Rojas, diputado a Cortes y senador por derecho propio.[5]

Casó, en Murcia, el 15 de octubre de 1885, con Mariana Moreno y Pérez de Vargas (1862-1928). Le sucedió su hijo:
- Miguel de Rojas y Moreno (Alicante, 18 de febrero de 1887-28 de julio de 1936), VI conde de Torrellano, IX marqués del Bosch de Arés, grande de España[2] y senador.

Casó en primeras nupcias, el 20 de septiembre de 1909, con María Antonia de Sandoval y Moreno (m. 1916) y en segundas, en 1920, con Julia Navarro y Navarro. Sin descendencia, le sucedió su sobrina, hija de su hermano, Carlos de Rojas y Moreno, XI marqués de Beniel, y de María Teresa Roca de Togores y Pérez del Pulgar:
- María Teresa de Rojas Roca de Togores (n. 1929), VII condesa de Torrellano, X marquesa del Bosch de Arés, grande de España,[6] XII y XIV marquesa de Beniel y VII condesa de Casa Rojas.

Casó, el 7 de enero de 1958, con Alfonso de Borbón y Caralt (m. noviembre de 2018), III marqués de Squilache y V marqués de Balboa. En 1994, le sucedió su hija, por distribución:
- María Leticia de Borbón y de Rojas (n. 1958), VIII condesa de Torrellano[8] y VI marquesa de Balboa.[9]

Casó con Antonio de Benavides y González-Rivera.